# Sury-aux-Bois
 Sury-aux-Bois  es una población y comuna francesa, situada en la región de Centro, departamento de Loiret, en el distrito de Orléans y cantón de Châteauneuf-sur-Loire.

## Demografía
| 475 | 421 | 387 | 392 | 433 | 508 |
| Para los censos de 1962 a 1999 la población legal corresponde a la población sin duplicidades (Fuente: INSEE [Consultar]) |     |     |     |     |     |